# Nadja (auteur)
Pour les articles homonymes, voir Nadja.
 (octobre 2018).
Nadja Fejtö née El Kayem, dite simplement Nadja, née le 6 mars 1955 à Alexandrie (Égypte), est une auteure, peintre et illustratrice de livres pour enfants et de bande dessinée.

## Biographie

### Famille
Sa famille a vécu au Liban jusqu'en 1960, puis à Paris. Sa mère, Olga Lecaye, est d'origine russe et elle-même auteure et illustratrice de livres pour enfants.
Elle est la sœur de Grégoire Solotareff, auteur et dessinateur, et d'Alexis Lecaye, scénariste et romancier. Elle est la mère de l'auteur Raphaël Fejtö (né en 1974).
Après avoir créé des ouvrages pour enfants, dont Chien Bleu, elle aborde la Bande dessinée depuis 2001.
En 1994, elle obtient la « Mention » Prix critique en herbe de  la Foire du livre de jeunesse de Bologne (Italie) pour Le sapin des lutins .

## Œuvre

### Livres illustrés
- Pourquoi les éléphants sont gris ?, Gallimard Jeunesse, 1986.
- Canal différent (illustration), avec Nicolas de Hirsching (texte), Gallimard, coll. « Folio cadet », 1987.
- Les Bébés animaux (illustration), avec Grégoire Solotareff (texte), 24 volumes, Hatier, 1988.
- Ninon, L'École des loisirs, 1988 :
  1. Tiens bon, Ninon !, 1988.
- Chien Bleu, L'École des Loisirs, 1989.
- Le petit chaperon vert, illustrations ; texte de Grégoire Solotareff (École des Loisirs, Collection Renardeau - 1989).
- Ninon a peur de l'eau (École des Loisirs - 1990)
- Ninon et la radio (École des Loisirs - 1990)
- Ninon et le bébé ours (École des Loisirs - 1990)
- Ninon et le papillon (École des Loisirs - 1990)
- Ninon joue à la balle (École des Loisirs - 1990)
- Ninon sous le rocher (École des Loisirs - 1990)
- Momo ouvre un magasin (École des Loisirs, Collection Renardeau - 1991)
- Momo fait de la photo (École des Loisirs, Collection Renardeau - 1991)
- Mais qu'est-ce qu'il a, Momo ? (École des Loisirs, Collection Renardeau - 1991)
- Où es-tu bébé dragon ? (Gallimard jeunesse - 1993)
- Où es-tu bébé elfe ? (Gallimard jeunesse - 1993)
- Où es-tu bébé fourmi ? (Gallimard jeunesse - 1993)
- Où es-tu bébé lapin ? (Gallimard jeunesse - 1993)
- Où es-tu bébé oiseau ? (Gallimard jeunesse - 1993)
- Où es-tu bébé tigre ? (Gallimard jeunesse - 1993)
- L'enfant des sables (École des Loisirs - 1992)
- La chanson d'amour (École des loisirs-1993)
- Maxou fou (École des Loisirs - 1994)
- Maxou gentil (École des Loisirs - 1994)
- Maxou idiot (École des Loisirs - 1994)
- Maxou mignon (École des Loisirs - 1994)
- Maxou perdu (École des Loisirs - 1994)
- Maxou pilote (École des Loisirs - 1994)
- Bobby (École des Loisirs, Collection Loulou et Cie  - 1994)
- Camille (École des Loisirs, Collection Loulou et Cie  - 1994)
- Isabelle (École des Loisirs, Collection Loulou et Cie  - 1994)
- Contes de fées (École des Loisirs - 1996)
- Jack (École des Loisirs, Collection Loulou et compagnie
- La boîte à comptines (École des Loisirs - 1995)
- Cinq petits doigts (École des Loisirs - 1995)
- Bébé ange (École des Loisirs, Collection Loulou et Cie - 1995)
- Bébé fantôme (École des Loisirs, Collection Loulou et Cie - 1995)
- Bébé monstre (École des Loisirs, Collection Loulou et Cie - 1995)
- Bébé sirène (École des Loisirs, Collection Loulou et Cie - 1995)
- Les petits chats (École des Loisirs - 1996)
- Le petit lapin de Noël (Illustré par Olga Lecaye) (École des Loisirs - 1996)
- Tout p'tit chat (École des Loisirs, Collection Loulou et Cie - 1997)
- Tout p'tit ours (École des Loisirs, Collection Loulou et Cie - 1997)
- Tout p'tit loup (École des Loisirs, Collection Loulou et Cie - 1997)
- Tout p'tit lapin (École des Loisirs, Collection Loulou et Cie - 1997)
- La petite fille du livre (École des Loisirs - 1997)
- Méchante (École des loisirs-1998)
- Le livre des créatures (École des loisirs-1999
- La deuxième nuit (École des loisirs, collection "neuf"-2001
- Mic et Mac dessinent (École des Loisirs, Collection Loulou et Cie - 2004)
- Mic et Mac font des gâteaux (École des Loisirs, Collection Loulou et Cie - 2004)
- Mic et Mac font peur (École des Loisirs, Collection Loulou et Cie - 2004)
- Mic et Mac jouent à cache-cache (École des Loisirs, Collection Loulou et Cie - 2004)
- Mic et Mac prennent un bain (École des Loisirs, Collection Loulou et Cie - 2004)
- Mic et Mac se promènent (École des Loisirs, Collection Loulou et Cie - 2004)
- Momo l'intégrale  (École des Loisirs, Collection Mouche - 2004)
- Le petit village (École des Loisirs, Collection Loulou et Cie - 2004)
- L'horrible petite princesse (École des Loisirs - 2004)
- La baguette qui marchait pas (École des Loisirs, Collection Mouche - 2004)
- Le contrôle de transformation (École des Loisirs, Collection Mouche - 2005)
- La petite princesse nulle (École des Loisirs - 2006)
- Violette et le secret des marionnettes (illustration) (auteur: Geneviève Brisac ; École des loisirs-2006)
- La jolie petite princesse (École des loisirs-2007)
- La petite princesse de Noël (École des loisirs-2008)
- L'amour c'est fou (rivages-2011)
- Deux mains deux petits chiens (École des loisirs), 2013.
- Toute la vérité sur ma classe de sixième et mes meufs de cinquième !, illustrations ; texte de Raphaël Fejtö (École des loisirs), 2015.
- Blanche Neige et Grise Pluie, illustrations ; texte de Grégoire Solotareff  (École des loisirs), 2015.

### Bandes dessinées
- Comment faire des livres pour enfants, Cornélius, coll. « Raoul », 2002.
- Celles que j'ai pas fumées, Cornélius, coll. « Raoul », 2004.
- Le Menteur, d'après Henry James, Denoël Graphic, 2004.
- Chaperon rouge. Collection privée, Cornélius, coll. « Raoul », 2005.
- Comment ça se fait, Cornélius, coll. « Pierre », 2006.
- La Forêt de l'oubli, Gallimard, coll. « Bayou » :
  1. Le Chemin de Maison-Haute, 2006. Prix Bob-Morane 2007 dans la catégorie Bande dessinée francophone.
  2. L’Arbre de pierre, 2006.
  3. La Fille sauvage, 2007.
- L’Homme de mes rêves, Cornélius, coll. « Paul », 2010.
- Les Filles de Montparnasse, Olivius :
  1. Un grand écrivain, 2012.
  2. Le Nom du père, 2013.
  3. Les Jupes noires, 2013
  4. Une vraie biche, 2015
- Le Cœur sanglant de la réalité, L'Apocalypse, 2012.
- Ô Cruelle, éditions Acte Sud BD, 2014  (ISBN 978-2-330-01430-8)
- Le Fil d'Ariane - Récit d'une trahison, Actes Sud BD, 2021
- Aphrodite , Dupuis, 2022  (ISBN 9791034762835)

### Autres illustrations
- Les Filles sont au café, éditions MeMo, 2009. Portfolio de 20 cartes postales.

## Prix et distinctions
- Prix Totem 1989 au Salon du livre jeunesse de Montreuil[3],[4], pour Chien Bleu
- « Mention » Prix critique en herbe 1994[2] de  la Foire du livre de jeunesse de Bologne (Italie) pour Le sapin des lutins .
- Prix Bob-Morane 2007[5] dans la catégorie Bande dessinée francophone, pour Le Chemin de Maison-Haute
- Sélection Prix Artémisia 2015[6] pour Ô Cruelle
- Sélection officielle du Festival d'Angoulême 2022[7] pour Le Fil d'Ariane - Récit d'une trahison